# 大統領図書館

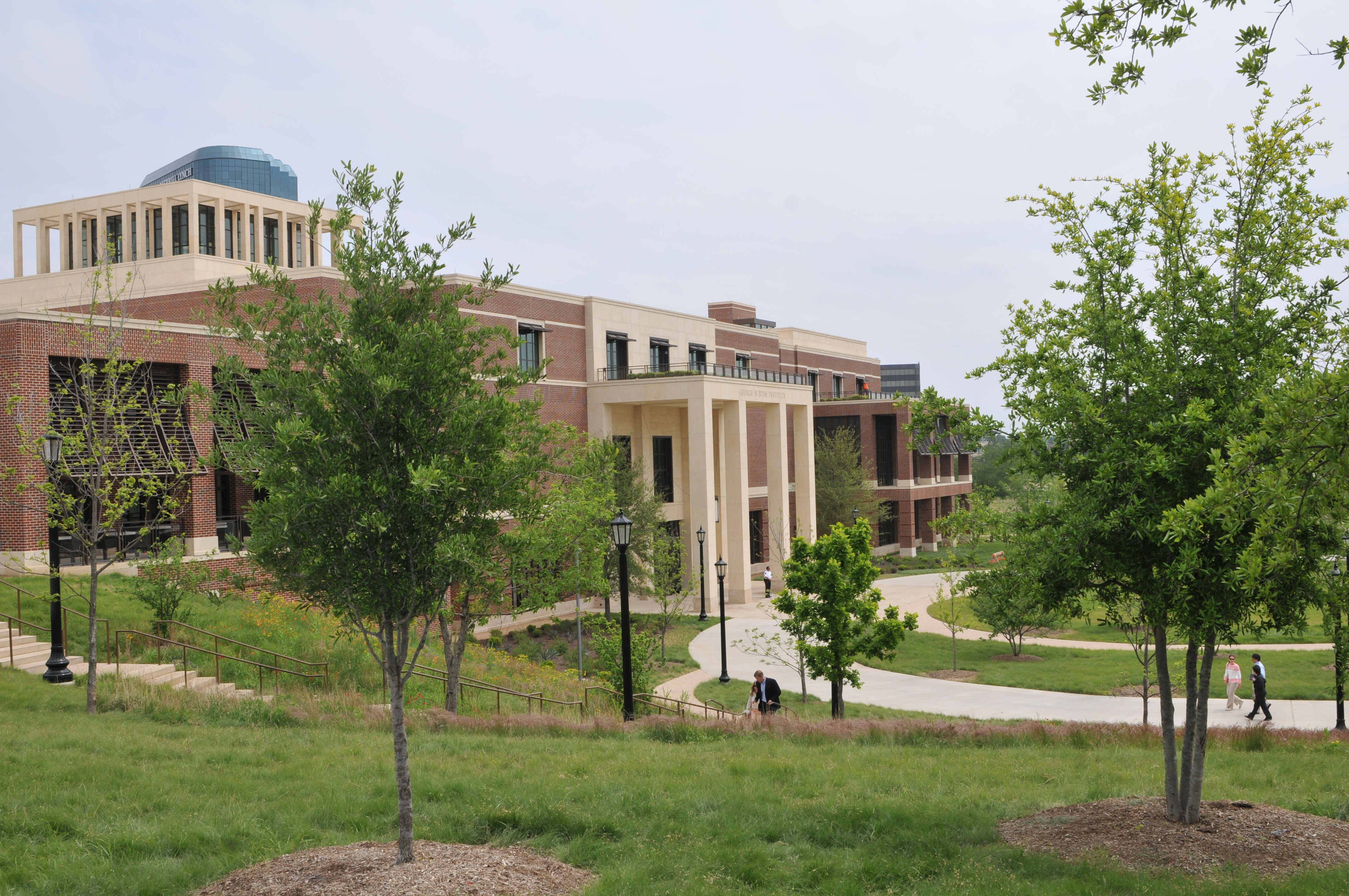
最も新しい大統領図書館、ジョージ・W・ブッシュ大統領図書館

大統領図書館（だいとうりょう としょかん、英: presidential library）は、アメリカ合衆国大統領が任期中に関与した公務に関する資料や書翰・写真などを保管し、かつ一般に公開している比較的大規模な施設である。第32代大統領フランクリン・ルーズベルトによってこのシステムが作られ、以来、歴代の大統領が職を去った後にこれをつくる慣例がある。
「図書館」という名前が付いているが、中心的な機能は大統領の執務資料である公文書の保存管理をおこなう公文書館であり、同時に、大統領に関わる資料展示をおこなう博物館としての機能もあわせもつ。退任した大統領の記念館でもある。大統領の蔵書やその人についての研究書も含めた図書館的な要素もあり、一人の人物をテーマにした総合的な資料施設である。
民間の資金で建設されるが、その後の運営及び大統領文書の管理はアメリカ国立公文書記録管理局(National Archives and Record Agency: NARA)によって行われている。アメリカ合衆国で普及している施設であり、それ以外の国でこのような施設はほとんど見られない。

## 沿革

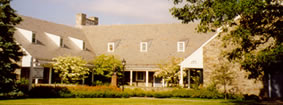
フランクリン・ルーズベルト大統領図書館

中世以降のヨーロッパでは戦乱や内紛の度に貴重な公文書が焼失もしくは散逸していた。アメリカでは国家の誕生以来、このような事態を防ぐために公文書の一括管理を行うべきであるという主張があった。しかし実際には初期の合衆国において公文書は政府の機関で各々が保管していた。大統領関連の書類は政府の公文書とみなされず、退任後本人もしくはその親族・友人が個人の所有物として保有するという状況が続いていた。議会図書館や歴史協会に寄贈された資料もあるが、散逸したり廃棄処分となったものもあり、多くの貴重な歴史的資料が失われてしまった。そのため国家あるいは州の機関は、過去の大統領が任期中に関係した公文書の一部を徐々に収集し管理するようになった。
現在のような大統領図書館のシステムを初めて生み出したのは第32代大統領フランクリン・ルーズベルトである。この施設に「図書館」という呼称を与えた理由として、当時まだ新しい概念であった文書館(archives)では研究者のための施設というイメージが強く、一般にアピールしないと考えたからであるとされる。1939年、任期中のルーズベルトは職務関連の書類と個人的な資料を政府に寄贈し、ニューヨーク州ハイドパークにある自分の土地も国に寄贈する約束をした。同時期に大統領の支援者が図書館と博物館の建設費寄付を募るために非営利団体を創立した。ルーズベルトはアメリカ国立公文書記録管理局（通称 NARA）に、大統領書類やほかの歴史的資料を保護し、大統領図書館を運営するよう依頼した。こうして最初の大統領図書館が1941年に開館した。
ルーズベルトの大統領図書館の方針と運営システムは1955年にほぼそのままアメリカ連邦法である大統領図書館法の基礎案となった。この法律ではより良い資料の保存と一般市民への情報公開のために、大統領が歴史的価値のある自身の書類を政府に寄付することを奨励している。この時点では、まだ大統領関連書類は大統領の私物とみなされていた。1957年に2番目の大統領図書館として、次のトルーマンの大統領図書館(Harry S. Truman Presidential Library and Museum)が開館した。1962年には、その次のアイゼンハワーの大統領図書館と、まだ存命していたルーズベルトの前任者フーヴァーの大統領図書館が完成している。フーヴァーより前の大統領の資料は、NARAの管轄ではなく独立した5つの大統領図書館（リスト参照）に、または寄贈先として選ばれることの多かった議会図書館に保管されている可能性が高い。

## ウォーターゲート事件
1974年8月9日にウォーターゲート事件で辞任したニクソン大統領は、9月6日に当時政府公文書を管理していた共通役務庁（General Services Administration）の長官アーサー・サンプソンと、ウォータゲートの証拠となるホワイトハウスの録音テープを含む大統領資料を自分自身が管理する協定を結んだ。そのため12月19日にアメリカ合衆国議会は大統領録音記録および資料保存法（Presidential Recordings and Materials Preservation Act）を施行した。ニクソンによる資料廃棄を避けるため、ニクソン大統領だけに適用された法である。この法で、国家権力の濫用とウォーターゲート事件に関する資料を最優先でアメリカ国立公文書記録管理局（NARA）に保管して一般公開されることが定められた。ニクソンは事件に関わる録音テープも含めた資料を国に提出したが、この新法がなければ、ニクソンの死亡時あるいはニクソンの命令があれば資料提出5年後の1979年にこれらの資料を廃棄することが可能であった。

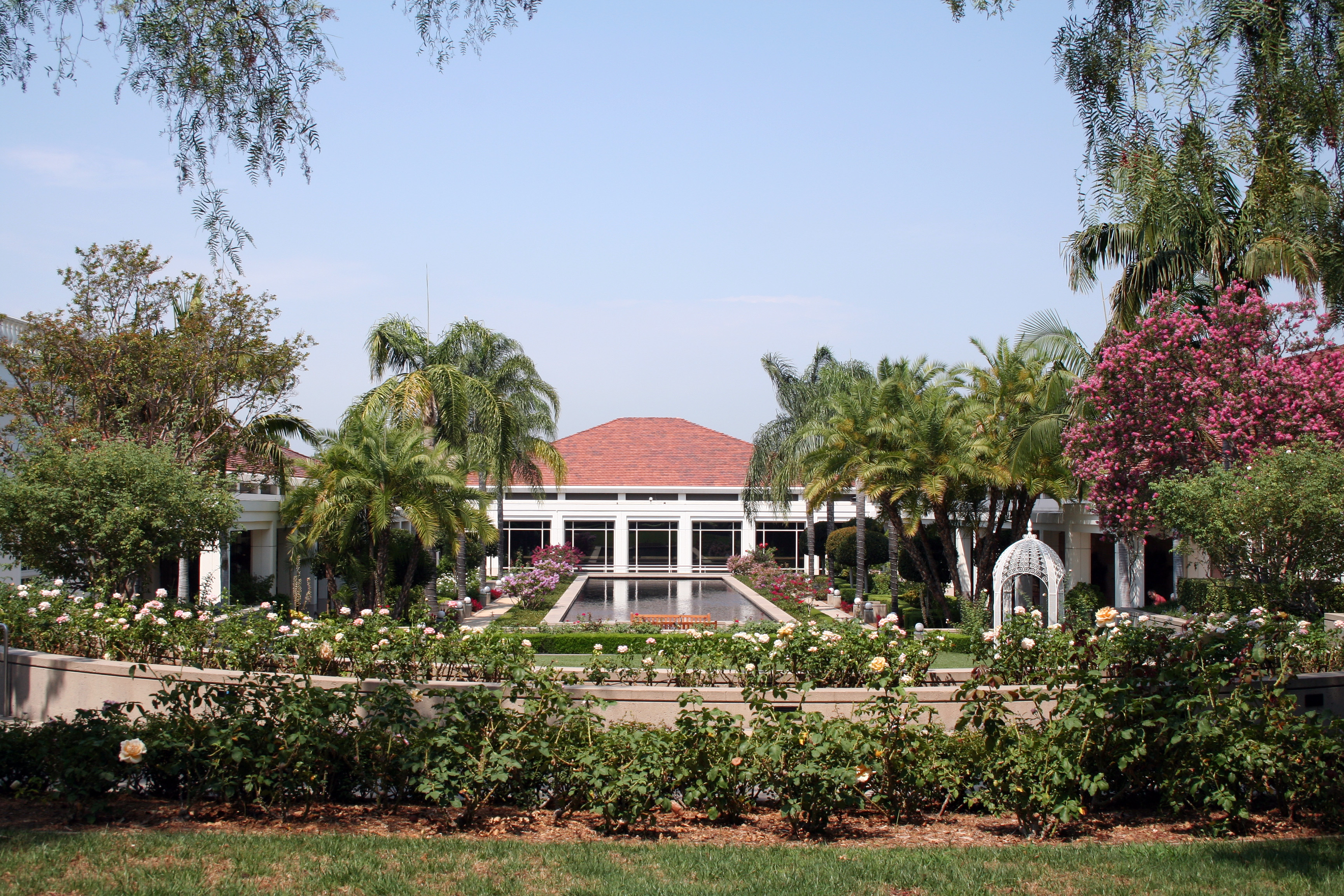
リチャード・ニクソン大統領生誕地図書館

基本的には大統領が任期中に関わった資料はすべてが大統領図書館に収容され、すべての人が閲覧することが出来る。唯一の例外が1990年にカリフォルニア州ヨーバ・リンダに完成した、私営のリチャード・ニクソン大統領生誕地図書館であった。ニクソン大統領に関する資料は、ニクソン大統領生誕地図書館に展示されているものと、ウォーターゲート事件に関係あるとして国に差し押さえられたものに二分されてきた。
国に押収された資料は、大統領録音記録および資料保存法に従い、NARAの管轄下にあるニクソン大統領資料局（ニクソン・プロジェクトとも呼ばれる）が管理しており、ワシントンD.C.郊外のNARA新館に保存されている。
しかしNARAに所蔵されるニクソン資料はわずかしか一般公開されておらず、1992年3月に、大統領歴史研究家であるウィスコンシン大学の歴史学・法学の教授が消費者主張団体と共に、ニクソン資料の迅速な公開を求める訴訟を起こした。ニクソンは個人的な会話記録などは一般公開せず彼自身に返却されるべきだと主張し、翌年個人的な資料や第三者のプライバシーにかかわる資料がすべてニクソンに返却されるまでこれ以上の録音テープの公開はしないという裁判長命令が出た。1994年のニクソンの死後も論争が続いたが、1996年以降多くの関係者が既に亡くなっていることから徐々にテープが公開され始めている。
一方、ニクソン大統領の生涯や家族・友人に関連する資料、ウォーターゲートと無関係の資料などがあるリチャード・ニクソン生誕地図書館の方は、2007年7月11日まではNARAに加わっていなかった。2004年1月に議会はニクソン図書館を連邦政府で運営する議案を可決した。これまでワシントンD.C.地域に保存が義務づけられていたニクソン関連資料を他州の国家機関へ移動しても良いことになった。そして2005年3月に、合衆国アーキビスト（国立公文書記録管理局長）であるアレン・ワインシュタインとリチャード・ニクソン生誕地図書館財団との間で書簡が交わされ、2007年までにニクソン図書館がNARAによって完全に運営されることとなった。つまり、ニクソン図書館の運営が財団からNARAに移った時点で、メリーランド州のNARA新館にあるニクソン資料をカリフォルニア州のニクソン図書館へ移動させることが可能となり、ニクソン図書館は名実ともに大統領図書館となるのである。2007年7月11日に私営のニクソン生誕地図書館は、NARAによって完全に運営されるアメリカ連邦政府管轄の大統領図書館に変わった。

## 公文書としての大統領資料
1978年には大統領記録法（Presidential Records Act）が発令された。次期大統領（ロナルド・レーガン）以降、大統領の文書は私物ではなく政府の公文書とみなされることになった。任期が終了した大統領の書類は大統領図書館が完成するまで一時NARAに保管される。大統領図書館に移された後はNARAが運営し、一般公開される。公文書となったために破棄や贈与が簡単に許されない膨大な大統領資料の保存のために、大統領は任期中から大統領図書館を建設するようになった。
公文書とみなされた後も、大統領図書館は国家予算でなく大統領自身や支援団体の寄付で建設されている。公的書類のみならず、公式に受けた贈り物、大統領夫人の文書、大統領の生涯に関する資料、大統領の家族や友人の資料などを展示した博物館を併設することが多い。ほとんどの大統領が大統領図書館に埋葬されている。寄付によって建てられ、博物館や墓地や公園を兼ねた施設のため、有料となっている所が多い。生誕地など大統領ゆかりの地に建てられるので、交通が不便な場合もある。
大統領の名前を最初につけて、ケネディ大統領図書館、レーガン大統領図書館という風に呼ぶ。大統領センターと呼ばれる図書館もある。2016年現在までフーヴァー以降の歴代大統領全員が大統領図書館を建設し、国に寄贈している。前記の通り、ニクソン図書館は2007年にNARAの管轄に入った。2016年現在、最も新しい大統領図書館は2013年に開館したジョージ・W・ブッシュ図書館である。2004年に開館したクリントン図書館は竣工当時大統領図書館の中でもっとも大きく、その建設費用も1億6500万ドル（約200億円）と高額であった。近年ではこうした巨額の資金を運用するシステムに批判も集まっている。

## 大統領令第13233号
レーガン大統領が1989年1月18日に発令した大統領令第12667号では、次のような事項がのべられている。
- アメリカ合衆国アーキビスト（NARA長官）が大統領関連資料を公開する際、現大統領と前大統領のガイドラインに照らし合わせ、公開すると大統領権限にかかわるような資料がある際には報告する義務がある。報告は大統領には大統領顧問、司法長官には司法次官補を通して行う。
- 退任した大統領が資料公開を宣言してから30日後にアーキビストは大統領関連資料を公開する。しかし前または現大統領から要請があったり、現大統領から公開延長を指示された場合は30日経っても公開されない。

W・ブッシュ大統領が2001年11月1日発令した大統領令第13233号は、12667号を撤回し、とくに4つの大統領特権を主張した。
- 軍隊・外交・国家安全に関わる資料に対する国家機密特権
- 大統領と顧問の間の通信記録・内容に対する大統領コミュニケーション特権
- 法的アドバイスと法律関連資料に対する法的産物特権
- 大統領とアドバイザーの審議プロセス資料に対する審議プロセス特権

- 退任した大統領の資料が公開される前に、前大統領と現大統領は閲覧審査する権利がある。審査中は誰にも資料を公開しない。審査後、前大統領は各資料の公開・非公開をアメリカ合衆国アーキビストに報告する。現大統領は、前大統領の決定に同意・反対の意見を表明することはできるが、非公開を要請されている資料は前大統領の許可なしに公開できない。前大統領が公開許可しても、現大統領が非公開にすべきだと判断した資料は、現大統領が直接アーキビストに非公開を要請できる。
- 大統領資料に対する特権の解除を希望する場合は、最低条件としてその資料がその解除希望者に特別に必要であることを実際に証明できていることが必要である。
- 前大統領は自分の任期中の大統領資料について、任期が終わった後も特権を行使できる。前・現大統領の同意、または上告できない最終の裁判命令が出ない限り、資料は公開しなくてよい。前大統領の死後も、代理人が特権を行使できる。
- 副大統領の行政記録も大統領資料と同じように扱われるが、副大統領は特権行使できない。

ブッシュ大統領は911同時多発テロを経験し、国家安全に関わる情報公開には非常に敏感になっている。13233号で国家機密につながる大統領資料を一部非公開にする決断に不思議はないが、一方で大統領特権を行使して自分に不都合な資料を非公開にしているのではないかという懸念や、国民の知る権利に反するという批判も多くある。

## アメリカ合衆国大統領図書館の一覧
2025年6月現在
| 代 | 大統領                       | 図書館名                                                            | 所在地                                                       | 運営者                                       |
| -- | ---------------------------- | ------------------------------------------------------------------- | ------------------------------------------------------------ | -------------------------------------------- |
| 1  | ジョージ・ワシントン         | ジョージ・ワシントン研究フレッド・W・スミス・ナショナルライブラリー | バージニア州マウントバーノン                                 | Mount Vernon Ladies' Association             |
| 2  | ジョン・アダムズ             | アダムス国立歴史公園 ストーン図書館                                 | クインシー（マサチューセッツ州）                             | アメリカ内務省 国立公園局                    |
| 6  | ジョン・クィンジー・アダムズ | アダムス国立歴史公園 ストーン図書館                                 | クインシー（マサチューセッツ州）                             | アメリカ内務省 国立公園局                    |
| 16 | エイブラハム・リンカーン     | エイブラハム・リンカーン大統領図書館・博物館                        | スプリングフィールド（イリノイ州）                           | イリノイ州                                   |
| 19 | ラザフォード・ヘイズ         | ラザフォード・B・ヘイズ大統領センター                               | フリーモント（オハイオ州）                                   | オハイオ歴史協会およびヘイズ大統領センター社 |
| 28 | ウッドロウ・ウィルソン       | ウッドロウ・ウィルソン大統領図書館                                  | スタントン（バージニア州）                                   | ウッドロウ・ウィルソン大統領図書館財団       |
| 30 | カルビン・クーリッジ         | クーリッジ大統領図書館および博物館                                  | ノーザンプトン（マサチューセッツ州）                         | フォーブス図書館                             |
| 31 | ハーバート・フーヴァー       | ハーバート・フーヴァー大統領図書館および博物館                      | ウェストブランチ（アイオワ州）                               | NARA                                         |
| 32 | フランクリン・ルーズベルト   | フランクリン・D・ルーズベルト大統領図書館および博物館               | ハイドパーク（ニューヨーク州）                               | NARA                                         |
| 33 | ハリー・S・トルーマン        | ハリー・S・トルーマン大統領図書館および博物館                       | インディペンデンス（ミズーリ州）                             | NARA                                         |
| 34 | ドワイト・D・アイゼンハワー  | アイゼンハワー大統領センター                                        | アビリーン（カンザス州）                                     | NARA                                         |
| 35 | ジョン・F・ケネディ          | ジョン・F・ケネディ大統領図書館・博物館                             | ボストン（マサチューセッツ州）                               | NARA                                         |
| 36 | リンドン・ジョンソン         | リンドン・ベインズ・ジョンソン図書館および博物館                    | オースティン（テキサス州）                                   | NARA及びテキサス大学オースティン校           |
| 37 | リチャード・ニクソン         | リチャード・ニクソン大統領図書館・博物館                            | ヨーバリンダ（カリフォルニア州）                             | NARA                                         |
| 38 | ジェラルド・R・フォード      | ジェラルド・R・フォード博物館、ジェラルド・R・フォード大統領図書館  | グランドラピッズ（ミシガン州）、アン・アーバー（ミシガン州） | NARA                                         |
| 39 | ジミー・カーター             | ジミー・カーター図書館および博物館                                  | アトランタ（ジョージア州）                                   | NARA                                         |
| 40 | ロナルド・レーガン           | ロナルド・レーガン大統領図書館                                      | シミバレー（カリフォルニア州）                               | NARA                                         |
| 41 | ジョージ・H・W・ブッシュ     | ジョージ・ブッシュ大統領図書館                                      | カレッジステーション（テキサス州）                           | NARA及びテキサスA&M大学                      |
| 42 | ビル・クリントン             | ウィリアム・J・クリントン大統領センター公園                         | リトルロック（アーカンソー州）                               | NARA                                         |
| 43 | ジョージ・W・ブッシュ        | ジョージ・W・ブッシュ大統領図書館                                   | ダラス（テキサス州）                                         | NARA及び南メソジスト大学                     |
| 44 | バラク・オバマ               | バラク・オバマ大統領センター（未完成）                              | シカゴ（イリノイ州）                                         | バラク・オバマ財団                           |
| 46 | ジョー・バイデン             | （未定）                                                            | （未定）                                                     | （未定）                                     |

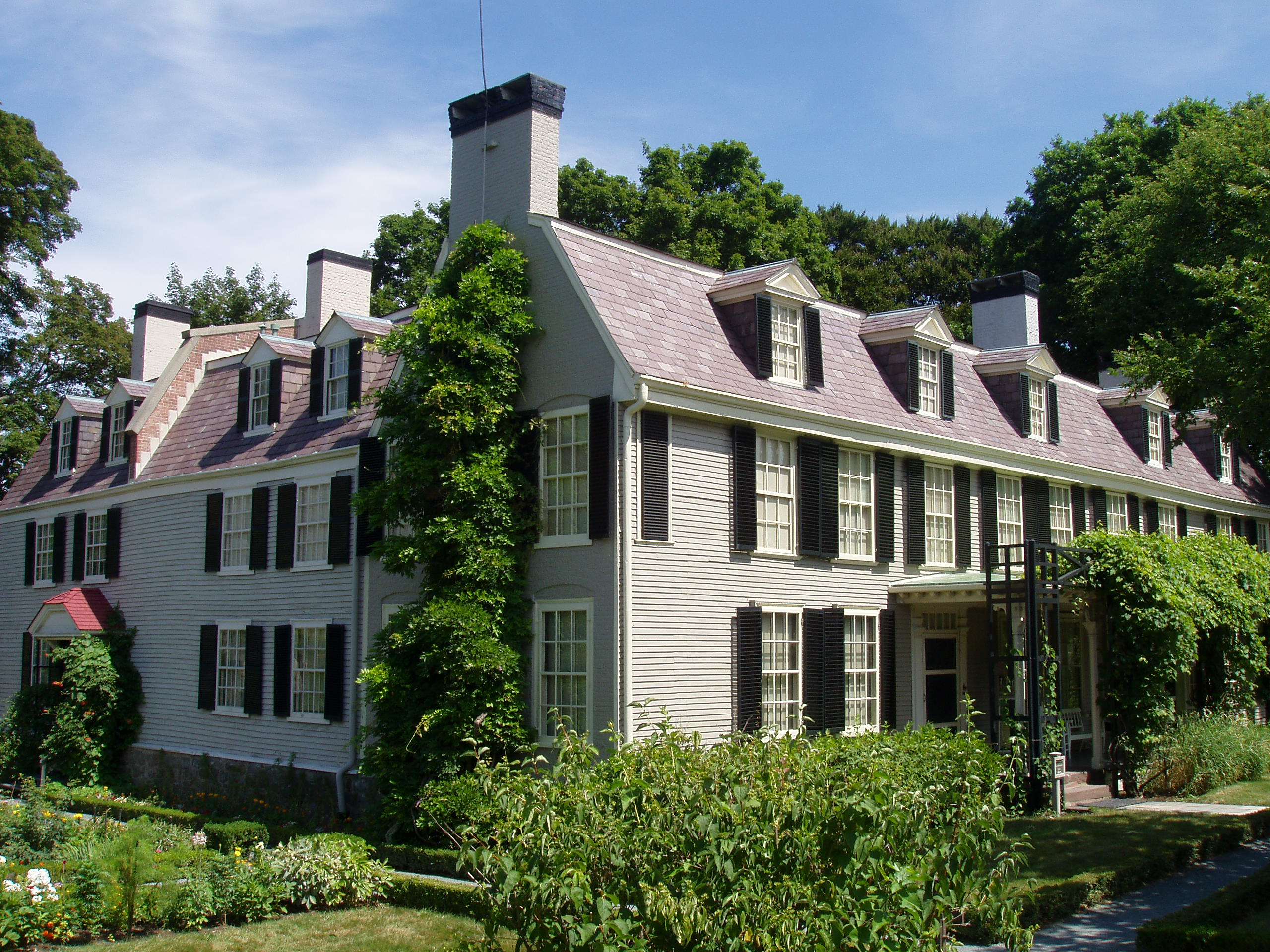
アダムス国立歴史公園・ストーン図書館
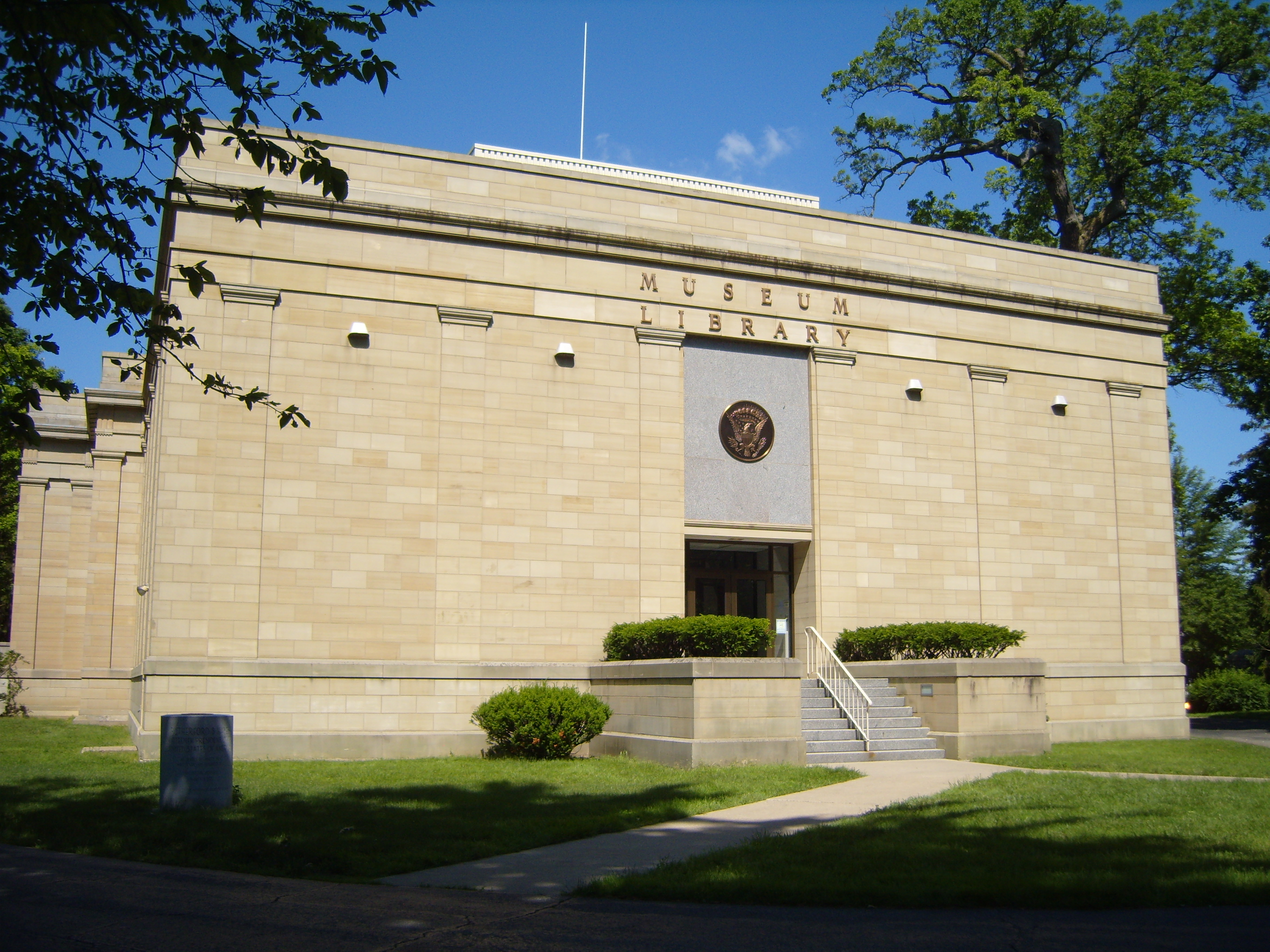
ラザフォード・B・ヘイズ大統領センター
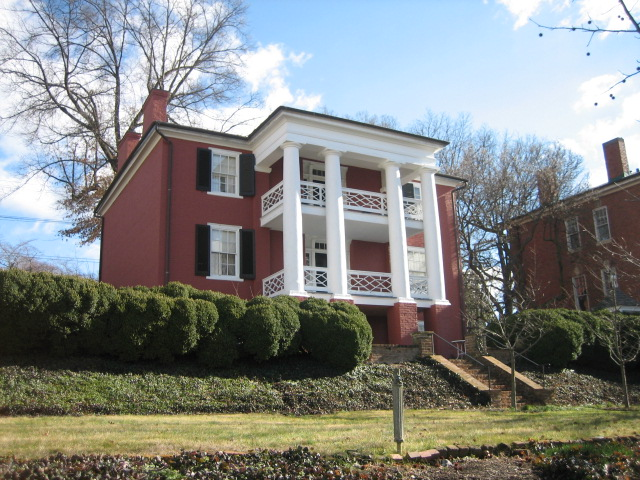
ウッドロウ・ウィルソン大統領図書館
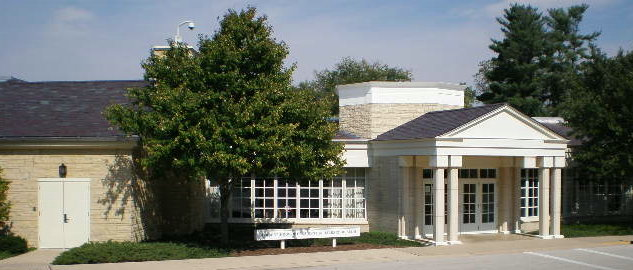
ハーバート・フーヴァー大統領図書館・博物館
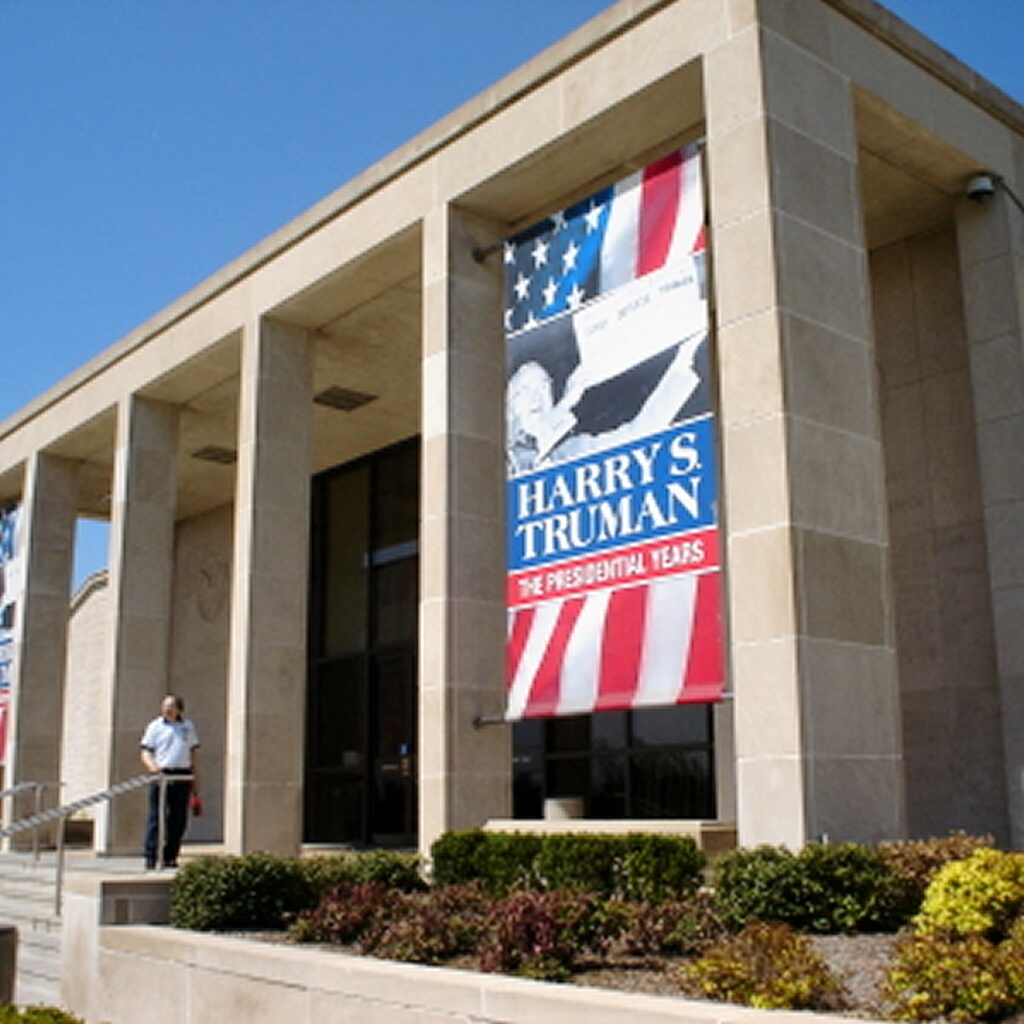
ハリー・S・トルーマン大統領図書館・博物館
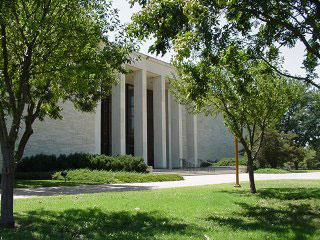
アイゼンハワー大統領センター
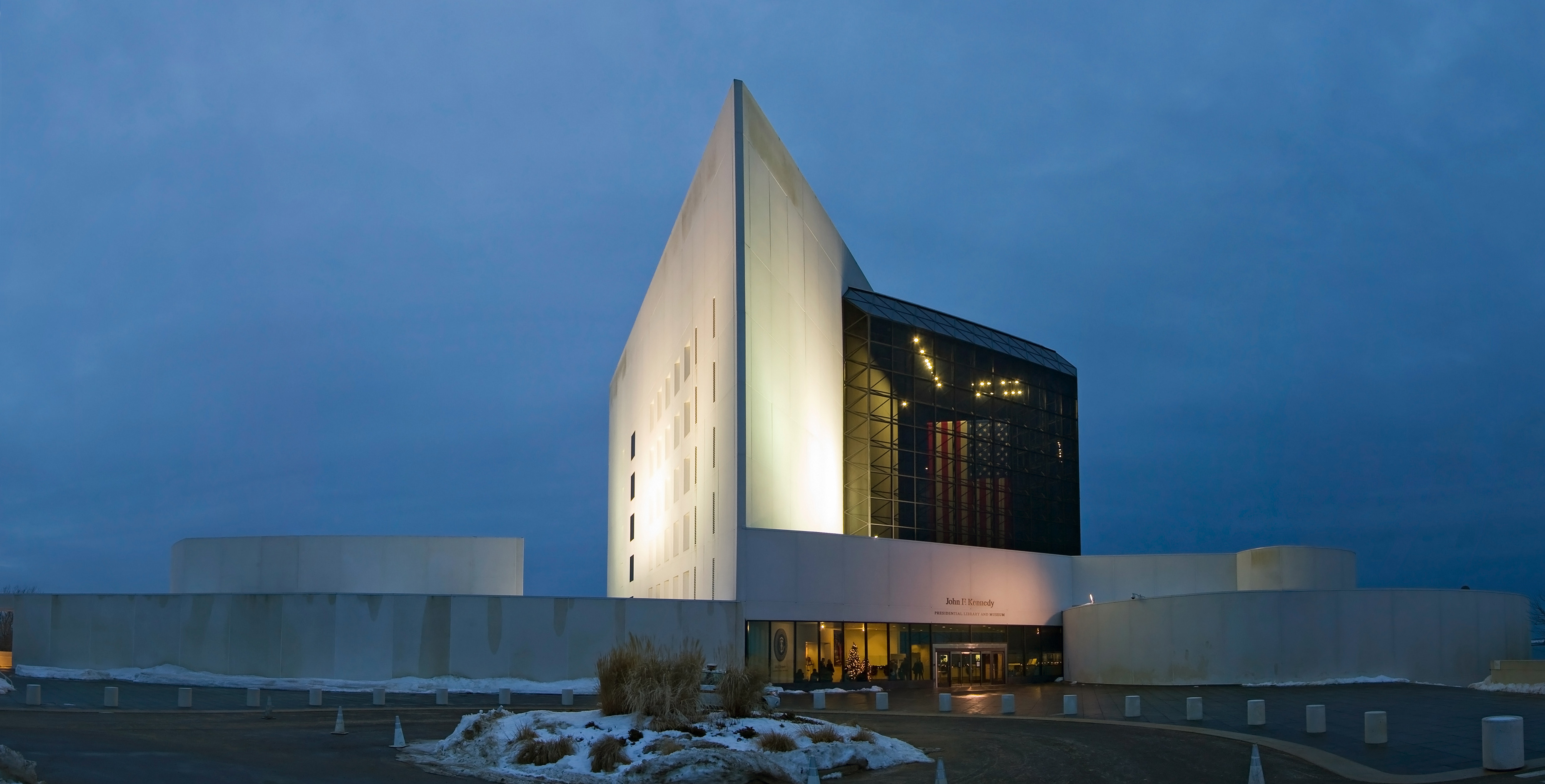
ジョン・F・ケネディ図書館
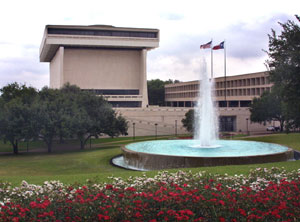
リンドン・ベインズ・ジョンソン図書館・博物館
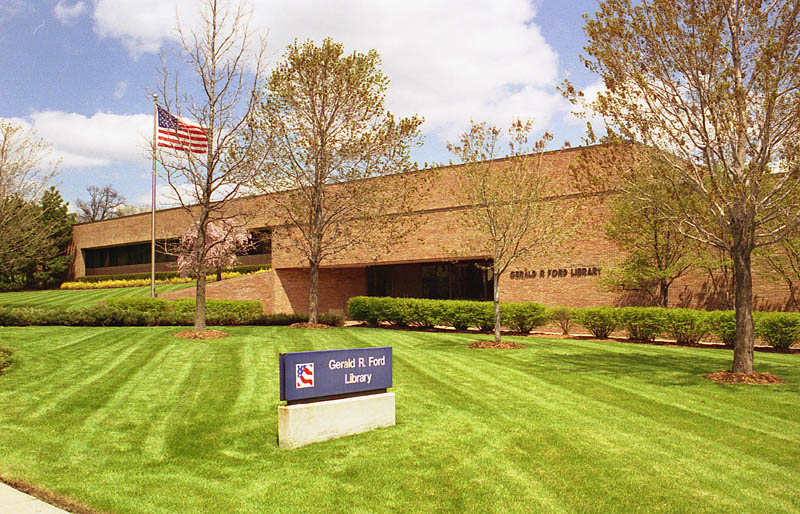
ジェラルド・R・フォード大統領図書館
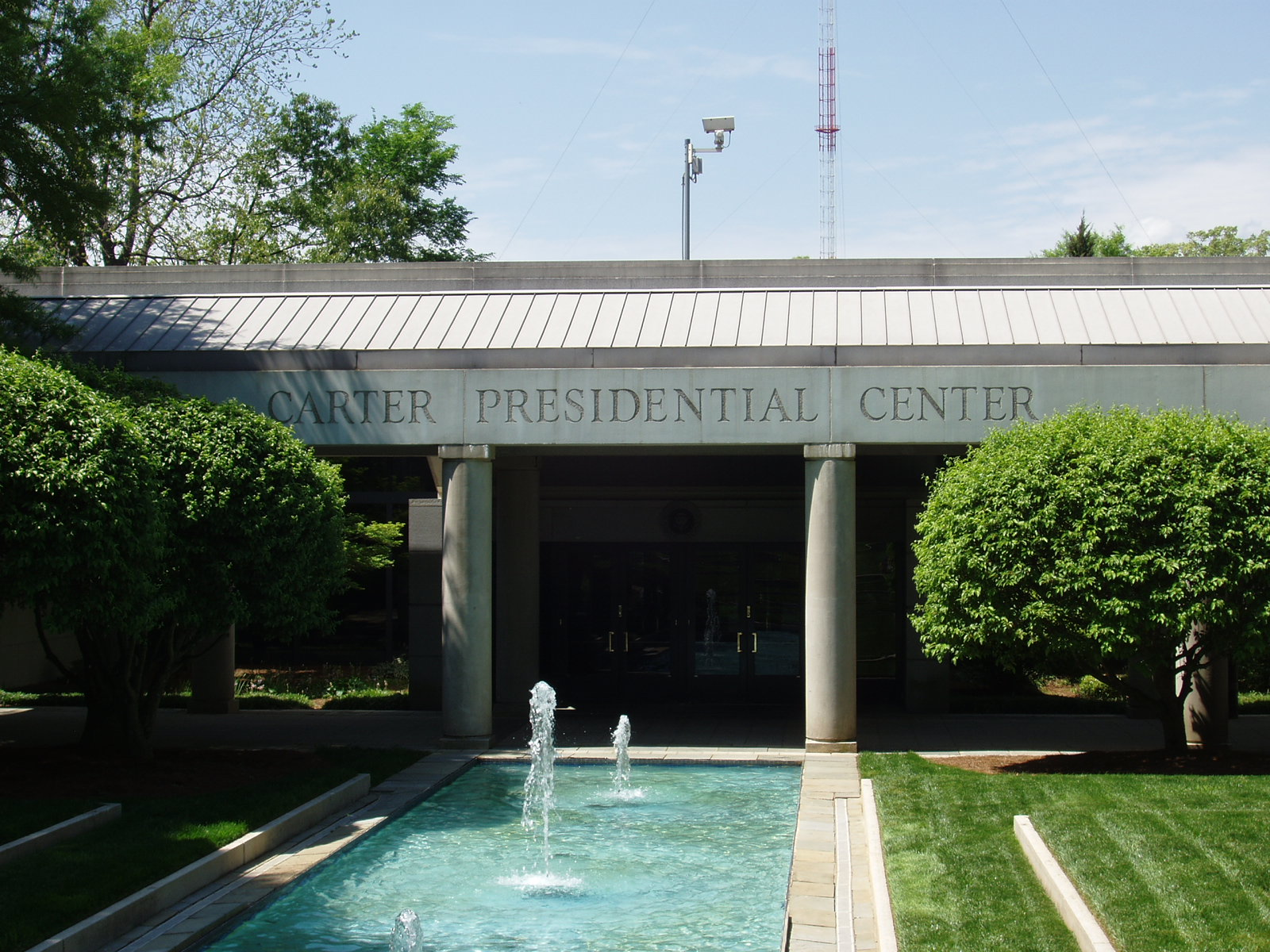
ジミー・カーター図書館・博物館
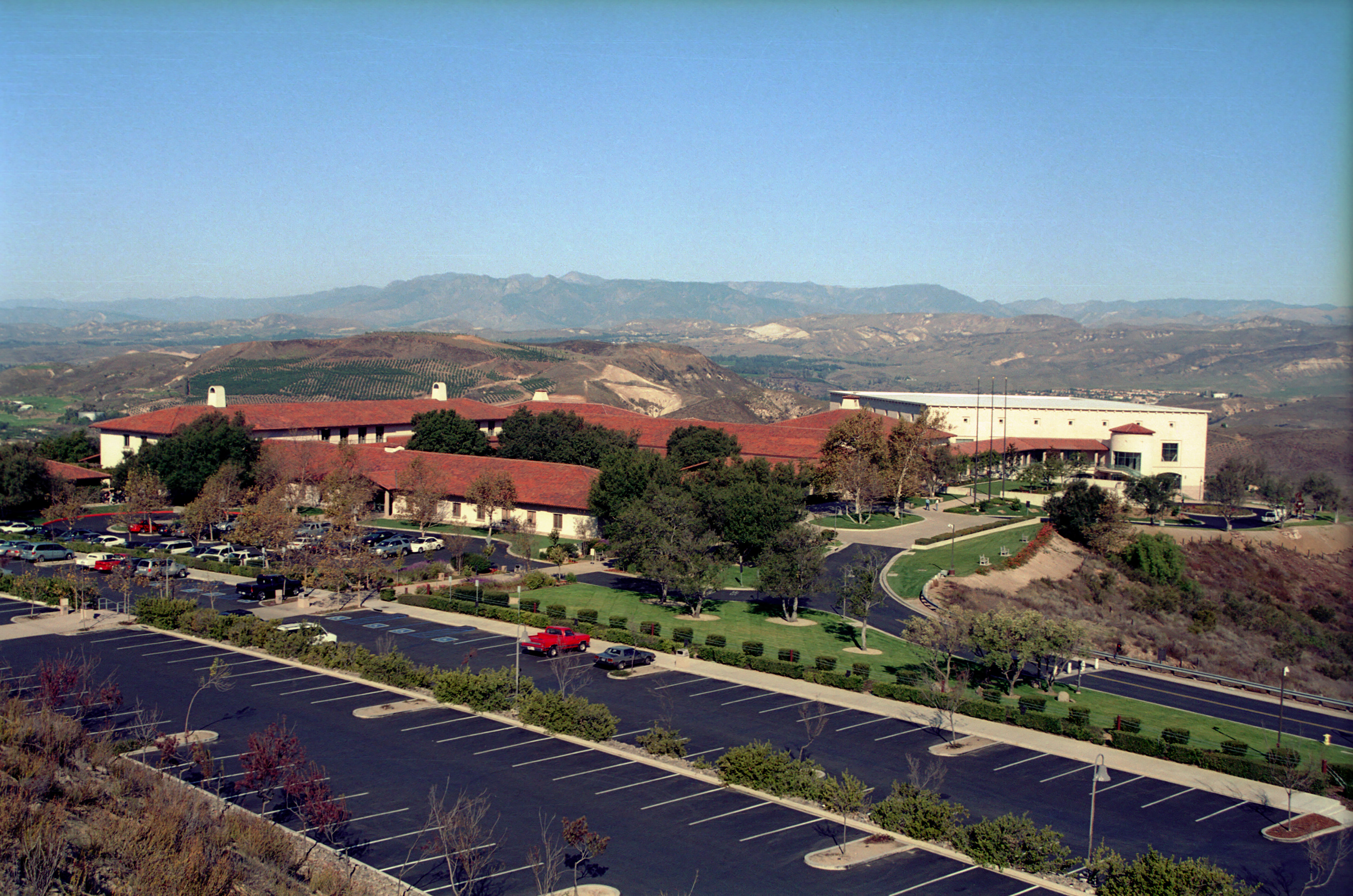
ロナルド・レーガン大統領図書館
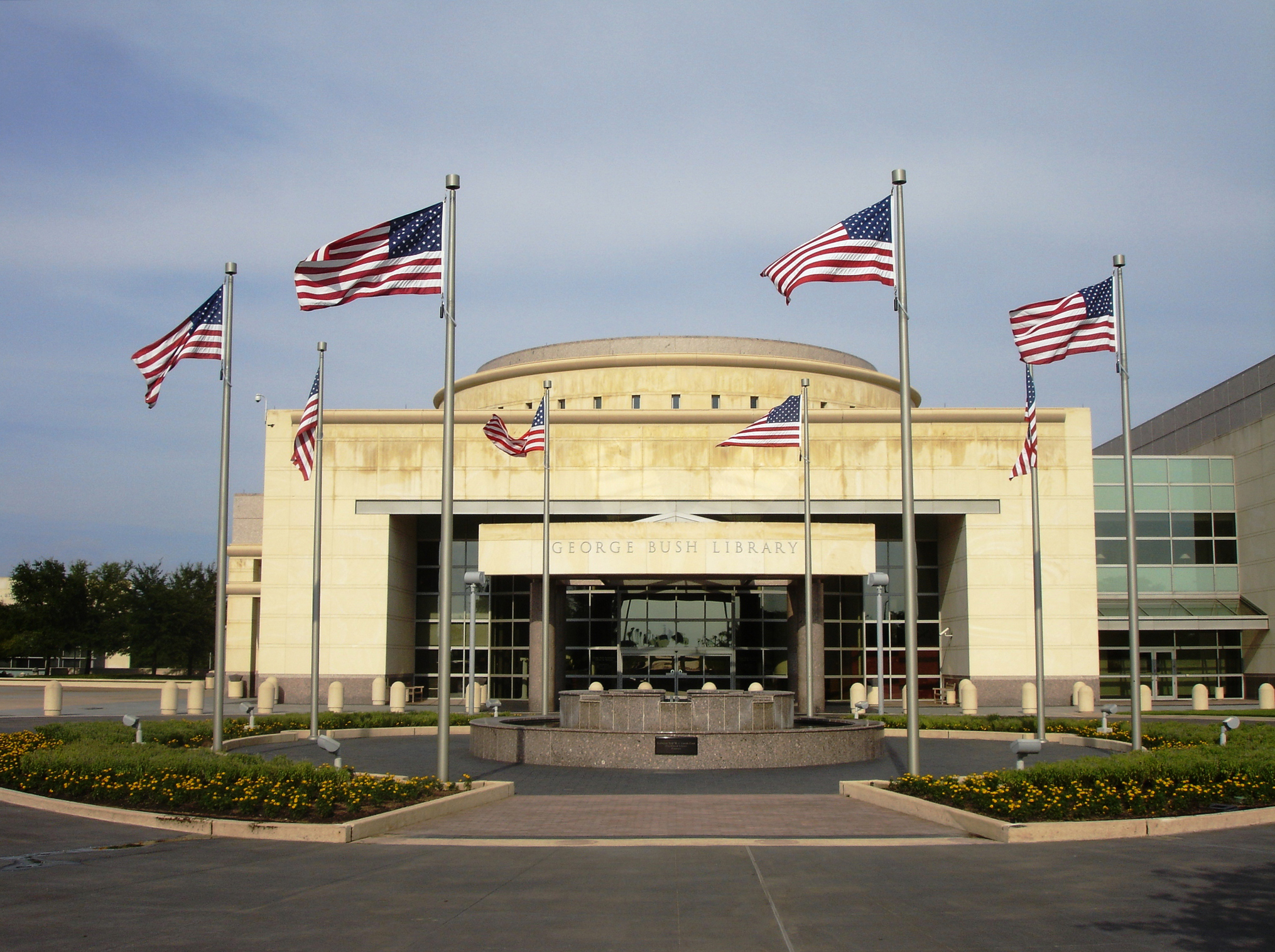
ジョージ・ブッシュ大統領図書館
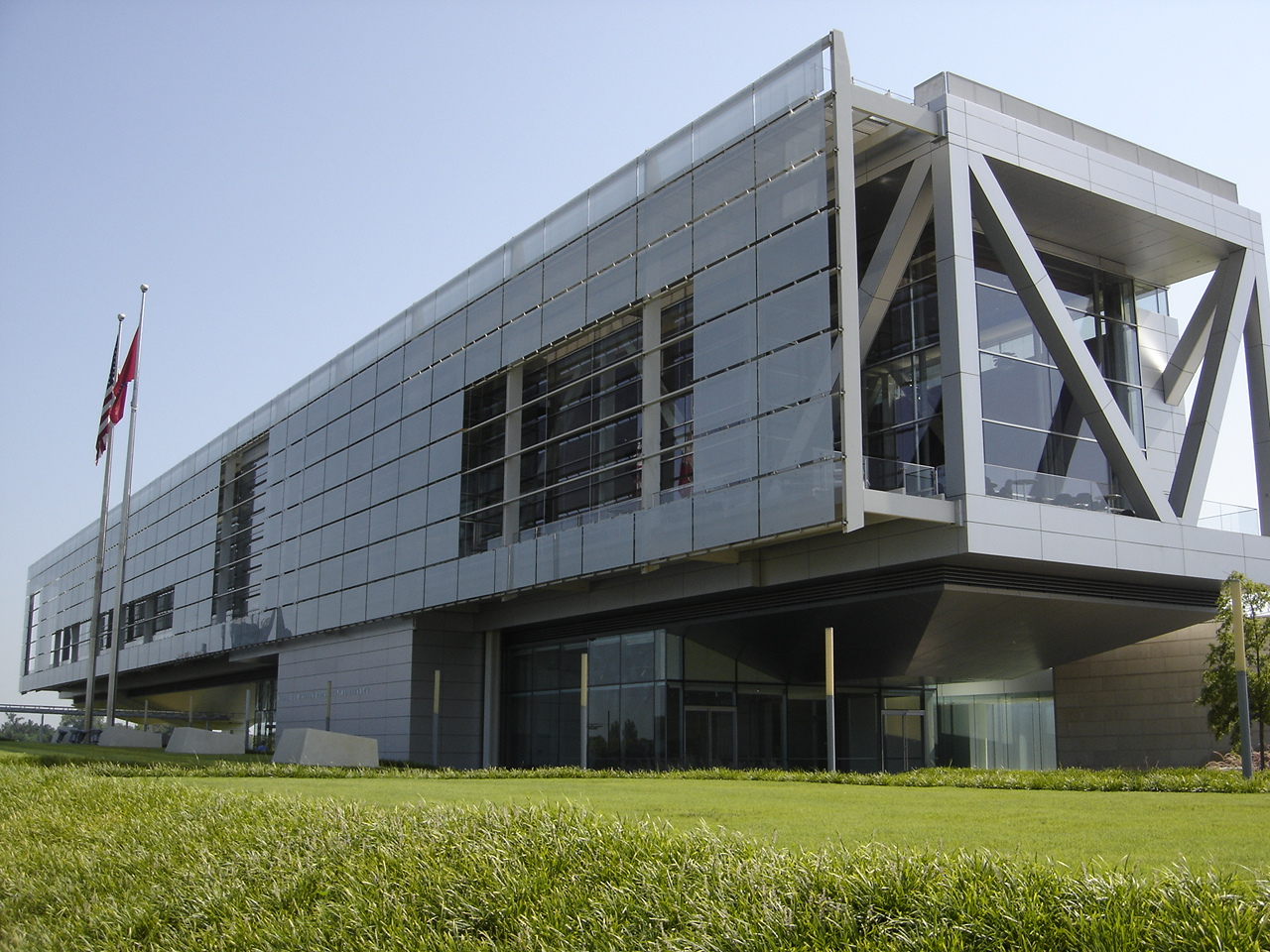
ビル・クリントン大統領センター図書館